# Lương Phú, Phú Bình
Lương Phú là một xã thuộc huyện Phú Bình, tỉnh Thái Nguyên, Việt Nam.

## Địa lý
Xã Lương Phú nằm ở phía đông nam huyện Phú Bình, có vị trí địa lý:
- Phía đông giáp xã Tân Đức
- Phía tây giáp thị trấn Hương Sơn và xã Kha Sơn
- Phía nam giáp xã Thanh Ninh
- Phía bắc giáp xã Tân Hòa.

Xã Lương Phú có diện tích 4,38 km², dân số năm 1999 là 4.070 người, mật độ dân số đạt 927 người/km².
Trên địa bàn xã có hệ thống sông Máng, một kênh tưới tiêu nhân tạo được xây dựng từ thời Pháp thuộc chảy qua.

## Hành chính
Xã Lương Phú được chia thành 12 xóm: Việt Ninh, Chiềng, Lương Trình, Lương Thái, Lương Tạ 1, Lương Tạ 2, Lân, Mảng, Phú Lương, Phú Mỹ, Phú Hương, Đồng Mỵ.